# Tarema fuscosa
Tarema fuscosa is een vlinder uit de familie van de Mimallonidae. De wetenschappelijke naam van de soort is voor het eerst geldig gepubliceerd in 1908 door Jones.